# Bauhinia surinamensis
Bauhinia surinamensis är en ärtväxtart som beskrevs av Gerda Jane Hillegonda Amshoff. Bauhinia surinamensis ingår i släktet Bauhinia och familjen ärtväxter. Inga underarter finns listade i Catalogue of Life.